# Tirat Karmel
Tirat Karmel (hebr. טירת כרמל; arab. طيرة الكرمل) – miasto położone w dystrykcie Hajfa w Izraelu. Jest częścią aglomeracji miejskiej Hajfy.

## Położenie
Leży w północnej części równiny Szaron na wybrzeżu Morza Śródziemnego u podnóża masywu górskiego Karmel, w otoczeniu miasta Hajfa, kibucu Ha-Choterim oraz moszawu Megadim.

## Historia
Pierwotnie w miejscu tym istniała arabska wieś al-Tira. W czasach krzyżowców wieś była nazywana St. Johan de Tire. W 1596 populacja wioski liczyła 286 mieszkańców.
Przed 1945 we wsi mieszkało 5240 Muzułmanów i 30 Chrześcijan. Były dwie szkoły, jedna dla chłopców i druga dla dziewcząt.
Podczas wojny domowej w Mandacie Palestyny w dniu 12 grudnia 1947 na wieś napadał oddział żydowskiej organizacji Irgunu. Zginęło wówczas 13 Arabów, a 10 zostało rannych. W obawie przed dalszymi napadami, Brytyjczycy przekonali mieszkańców wsi do ewakuacji. W dniach od 24 kwietnia do 3 maja 1948 autobusy chronione przez brytyjskich żołnierzy przewiozły około 600 kobiet i dzieci z rejonu wioski al-Tira do Nablusu i Dżaninu. We wsi pozostali jedynie mężczyźni, którzy razem z arabskimi oddziałami militarnymi postanowili walczyć z Żydami. Podczas wojny o niepodległość w dniu 16 lipca 1948 wieś została zdobyta i częściowo zniszczona przez izraelskie oddziały.
Współczesna osada powstała w 1949 jako obóz dla żydowskich imigrantów (ma’aborot) Tira. 30 lipca 1959 otrzymała status samorządu lokalnego, a w 1992 prawa miejskie.

## Demografia
Zgodnie z danymi Izraelskiego Centrum Danych Statystycznych w 2008 roku w mieście żyło 18,8 tys. mieszkańców, w tym 99,6% Żydzi.
Zgodnie z danymi Izraelskiego Centrum Danych Statystycznych w Tirat Karmel w 2000 było 6068 zatrudnionych pracowników i 411 pracujących na własny rachunek. Pracownicy otrzymujący stałe pensje zarabiali w 2000 średnio 4428 NIS, i w ciągu roku otrzymali podwyżkę średnio o 6,6%. Przy czym mężczyźni zarabiali średnio 5621 NIS (podwyżka o 4,3%), a kobiety zarabiały średnio 3211 NIS (podwyżka o 9,0%). W przypadku osób pracujących na własny rachunek średnie dochody wyniosły 4818 NIS. W 2000 roku w Tirat Karmel było 450 osób otrzymujących zasiłek dla bezrobotnych i 1891 osób otrzymujące świadczenia gwarantowane.
Populacja miasta pod względem wieku (dane z 2006):
| Wiek (w latach) | Procent populacji |
| --------------- | ----------------- |
| 0-4             | 7,4%              |
| 5-9             | 7,0%              |
| 10-14           | 7,2%              |
| 15-19           | 7,8%              |
| 20-29           | 16,3%             |
| 30-44           | 18,9%             |
| 45-59           | 20,1%             |
| ponad 60        | 15,3%             |

Źródło danych: Central Bureau of Statistics.
Miasto posiada liczne osiedla mieszkaniowe: Ben Tsvi, Giyora, Ayelet Ha-Karmel, Eszkol, Kohen, Neve Galim, Kalaniyot, Weizman, Ramat Begin, Neve Aliyas, Shazar Dakar, Bialik, Rambam, Brener i Ne’ot Karmel.

## Gospodarka
Miasto ma dużą strefę przemysłową, usytuowaną obok strefy przemysłowej Matam Haifa. Wśród licznych spółek, działa tutaj InSightec Ltd., rozwijająca technologie medyczne, zwłaszcza bezinwazyjne urządzenia ultradźwiękowe. Carmel Forge Ltd. produkuje precyzyjne części z tytanu i stopów niklu dla przemysłu komputerowego i inżynierii specjalistycznej.

## Transport
Z miasta wychodzą dwie drogi, którymi można dojechać do przebiegającej wzdłuż zachodniej granicy miasta drogi ekspresowej nr 4.

## Oświata
W Tirat Karmel znajduje się 6 szkół podstawowych i 3 szkoły średnie, w których ogółem uczy się 3 tys. uczniów. Szkoły to: Morasha, Masoret Avo, Yigal Alon, Tsemach, Makif Shifman, Zvulun Hammer, Dganya, Miftan oraz Makif Ariel

## Kultura
Wśród instytucji kulturalnych znajduje się Instytut Dziedzictwa Żydowskiego Mosul.

## Służba zdrowia
W południowej części miasta znajduje się duży szpital Mental Health Center Tirat Carmel, przy którym jest osobny szpital psychiatryczny.

## Sport
Tutejsza drużyna piłkarska Maccabi Ironi Tirat HaCarmel F.C. prowadzi rozgrywki w III lidze Liga Artzit. W mieście są korty tenisowe oraz boisko do piłki nożnej.

## Miasta partnerskie
- Maurepas, Francja
- Monheim am Rhein, Niemcy